# Guatteria pacifica
Guatteria pacifica este o specie de plante angiosperme din genul Guatteria, familia Annonaceae, descrisă de Robert Elias Fries. Conform Catalogue of Life specia Guatteria pacifica nu are subspecii cunoscute.